# آن هير
آن هير (بالإنجليزية: Anne Hare) هي منافسة ألعاب القوى نيوزيلندية، ولدت في 7 يونيو 1964 في ويلينغتون في نيوزيلندا.

## وصلات خارجية
- آن هير على موقع الاتحاد الدولي لألعاب القوى (الإنجليزية)
- آن هير على موقع أوليمبيديا (الإنجليزية)
- آن هير على موقع اللجنة الأولمبية النيوزيلندية (الإنجليزية)